# NGC 1000
NGC 1000 est une galaxie lenticulaire compacte située dans la constellation d'Andromède. NGC 1000 a été découverte par l'astronome français Édouard Stephan en 1871.

## Caractéristiques
Sa vitesse par rapport au fond diffus cosmologique est de 4 115 ± 26 km/s, ce qui correspond à une distance de Hubble de 60,7 ± 4,3 Mpc (∼198 millions d'al).